# Grenztruppen der DDR

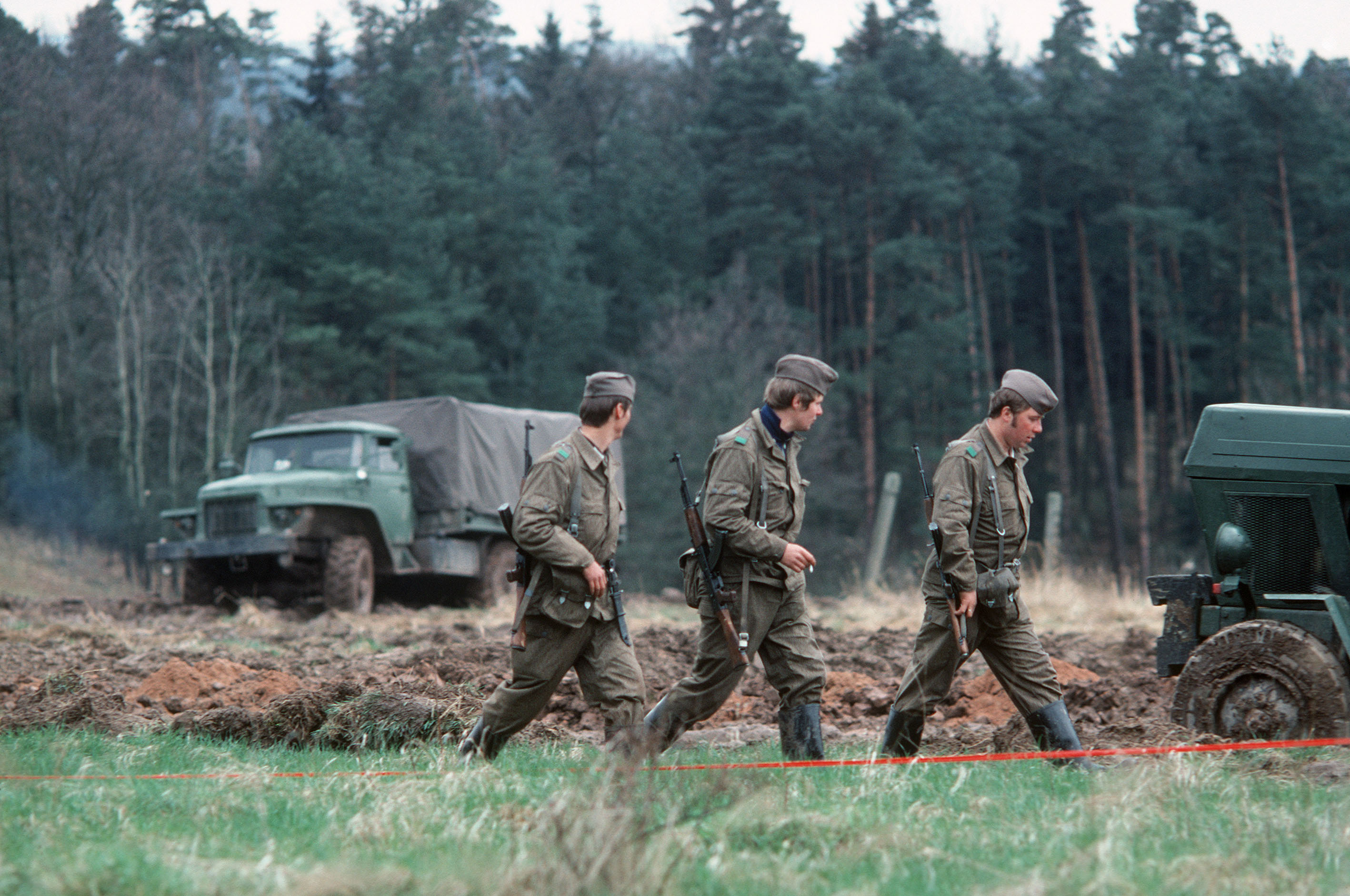
DDR-Grenztruppen op patrouille

De Grenztruppen der DDR (grenstroepen van de DDR) werd als militaire eenheid ter bewaking van de buitengrenzen van de Duitse Democratische Republiek op 1 december 1946 onder de naam Deutsche Grenzpolizei opgericht. Ten tijde van die Wende behoorden zo'n 47.000 personen tot de Grenztruppen (GT).
Het grootste gedeelte van de troepen werd ingezet aan de Duits-Duitse grens met de Bondsrepubliek Duitsland en West-Berlijn. Tot op de dag van vandaag is het omstreden hoeveel mensen bij een poging de grens illegaal te passeren om het leven zijn gekomen. De Arbeitsgemeinschaft 13. August gaat uit van 1.200 slachtoffers, het Openbaar Ministerie van Berlijn kan 125 slachtoffers bewijzen. Hierbij wordt naar 85 verdere slachtoffers nog onderzoek gedaan.
In vergelijking minder troepen controleerden de Oder-Neissegrens met Polen en de grens met Tsjechoslowakije. Een bijzondere plaats werd ingenomen door de 6. Grenzbrigade Küste, die de zeegrens op de Oostzee controleerden.

## Chefs van de Grenztruppen der DDR
alsmede van de voorganger, de Deutsche Grenzpolizei
- 1952 Richard Smolorz
- 1952-1955 Hermann Gartmann
- 1955-1957 Heinrich Stock
- 1957 Hermann Gartmann
- 1957-1960 Paul Ludwig
- 1960-1979 Generaloberst Erich Peter
- 1979-1990 Generaloberst Klaus-Dieter Baumgarten
- 1990 Generalmajor Dieter Teichmann (als Chef GT/Chef Grenzsicherung)

## Structuur
In totaal bestond de Grenztruppen der DDR in 1989 uit 47.000 manschappen. In het begin behoorden de Grenztruppen als Kasernierte Volkspolizei tot het Ministerie van Binnenlandse Zaken en daarna vanaf 1956 met de oprichting van de Nationale Volksarmee (NVA) tot het Ministerie voor Nationale Verdediging (MfNV). Van 1961 tot 1973 was de Grenztruppen der DDR onderdeel van de NVA. Hierna werden ze naar buiten als zelfstandige organisatie bestuurd, om niet tot het leger te worden gerekend. De Grenztruppen bleven wel direct ondergeschikte van het Ministerie van Nationale Verdediging. Deze verzelfstandiging was het gevolg van de Helsinki-akkoorden. Na 1973 kon men vrijwillig kiezen voor dienst in de Grenztruppen der DDR.

Vlag van boten van de Grenztruppen op de Oder en Elbe

Vlag van de Grenzbrigade Küste

- Zittingsplaats van het Commando van de Grenztruppen: Pätz bij Berlijn.

- Grenzkommando Mitte (Berlijnse Muur), Berlin-Karlshorst
- Grenzkommando Nord, Stendal
- Grenzkommando Süd, Erfurt
- Grenzkommando Küste, Rostock (geïntegreerd in de Volksmarine van de NVA)
- Grenzabschnittskommando Polen, Frankfurt (Oder)
- Grenzabschnittskommando ČSSR, Pirna

Aan de oostelijke grenzen met de "socialistische broederstaten" deden slechts 600 grenssoldaten dienst. Elk grenscommando was in meerdere grensregimenten onderverdeeld.
Het 6. Grenzbrigade Küste nam de controle over de zeegrens op zich en moest vluchtpogingen (Republikflucht) over de Oostzee zien te verhinderen. De grensbrigade aan de kust was onderdeel van het grensbeveiligingssysteem van de DDR. Daarvoor was samenwerking met de Grenztruppen noodzakelijk. Organisatorisch en operatief was de Grenzbrigade Küste onderdeel van de Volksmarine.
De aan de grensovergangen (GÜSt) ten behoeve van paspoortcontrole ingezette medewerkers waren als Passkontrolleinheit (PKE) geen onderdeel van de Grenztruppen, maar van het Ministerie van Staatsveiligheid. Als dekmantel droegen deze medewerkers echter het uniform van de Grenztruppen.
Een speciale eenheid van de Grenztruppen der DDR waren de zogenaamde Grenzaufklärer. Dit waren soldaten die opereerden tussen de daadwerkelijke grens (die aan de West-Duitse zijde was voorzien van borden met de tekst Halt! Hier Grenze) en de eerste versperringsmaatregelen aan Oost-Duitse zijde. Hun taak was het opsporen van personen die ongeoorloofd vanuit de Bondsrepubliek het grondgebied van de DDR betraden. De belangrijkste taak was echter het met alle middelen stoppen van personen die uit de DDR naar de Bondsrepubliek probeerden te vluchten, door het Schießbefehl zelfs als de vluchteling dit met de dood moest bekopen.
Het regime van de DDR had een aantal maatregelen opgesteld om er voor te zorgen dat de Grenzaufklärer niet naar het westen zouden vluchten. Ten eerste werden alleen zeer regimetrouwe soldaten die uit hechte gezinnen kwamen en geen familie in de Bondsrepubliek hadden ingezet als Grenzaufklärer. Vaak werden soldaten in tweetallen ingezet, hierbij werd ervoor gezorgd dat beide soldaten uit verschillende gebieden van de DDR kwamen. Dit werd gedaan zodat het zeker was dat de soldaten elkaar niet kenden en dus niet samen een vluchtpoging zouden ondernemen. De ene soldaat wist nu immers niet hoe de andere soldaat zou reageren op zijn vluchtpoging. Voor soldaten onderling gold het Schießbefehl namelijk ook.

## Na de "Wende"
Na de val van de Berlijnse Muur werden steeds meer soldaten van de Grenztruppen van de DDR ingezet om de groeiende aantallen reizigers bij de grensovergangen te kunnen controleren.
Na besluit van de Nationale Verdedigingsraad (NVR) in juni 1989 werd de Grenztruppen tot 30 november 1989 opnieuw geformeerd. Door de herstructurering werd het aantal leidingsorganen van 50 tot 24 gereduceerd en het personeelsbestand met ongeveer 17 procent verkleind.
Aan de Duits-Duitse grens werden de leidingsorganen van
- 2 Grenscommando's
- 11 Grensregimenten
- 4 Grensopleidingsregimenten en
- 33 Grensbataljons

gedeformeerd en de leidingsorganen van
- 6 Grensbezirkscommando's
- 16 Grensdistrictscommando's
- 2 Grensopleidingscentra

opnieuw geformeerd.
De Grensbezirkscommando's werden als volgt ver- en ingedeeld:
Grenzbezirkskommando 1, Schwerin
met 3 grensdistrictscommando's:
- Grevesmühlen / Gadebusch
- Hagenow
- Ludwigslust
- 18 grenscompagnieën
- 2 bootcompagnieën
- 3 reservegrenscompagnieën

Grenzbezirkskommando 2, Maagdenburg
met 5 grensdistrictscommando's:
- Salzwedel / Osterburg
- Klötze
- Haldensleben
- Halberstadt / Oschersleben
- Wernigerode
- 27 grenscompagnieën
- 7 reservegrenscompagnieën

Grenzbezirkskommando 3, Erfurt
met 4 grensdistrictscommando's:
- Nordhausen
- Worbis / Mühlhausen
- Heiligenstadt
- Eisenach
- 22 grenscompagnieën
- 5 reservegrenscompagnieën

Grenzbezirkskommando 4, Suhl
met 4 grensdistrictscommando's:
- Bad Salzungen
- Meiningen
- Hildburghausen
- Sonneberg / Neuhaus
- 29 grenscompagnieën
- 4 reservegrenscompagnieën

Grenzbezirkskommando 5, Gera
zonder grensdistrictscommando's
- 8 grenscompagnieën
- 2 reservegrenscompagnieën

Grenzbezirkskommando 7, Karl-Marx-Stadt
zonder grensdistrictscommando's
- 3 grenscompagnieën
- 1 reservegrenscompagnie

De aan de grens met de Bondsrepubliek gestationeerde 4 grensopleidingsregimenten werden tot 2 grensopleidingscenta omgevormd:
- Grenzausbildungszentrum 16, (standplaatsen Halberstadt en Dingelstedt)
- Grenzausbildungszentrum 36, Plauen (standplaatsen Plauen en Eisenach)

De beide grensopleidingscentra waren direct ondergeschikt aan het Kommando der Grenztruppen, net zoals de:
- Unteroffiziersschule der Grenztruppen der DDR "Egon Schultz", die zich in Perleberg (diensthond-leider in Wilhelmshorst) bevond.

Daarnaast direct ondergeschikt aan het Kommando der Grenztruppen en niet geherstructureerd:
- Offiziershochschule der Grenztruppen "Rosa Luxemburg" in Suhl (tot aan het begin van de jaren 80 in Plauen).

De grensdienst werd tegelijk opgeheven met invoering van de economische en monetaire unie tussen de Bondsrepubliek en de DDR op 1 juli 1990. In september 1990 werd de Grenztruppen der DDR opgeheven, en werden haar taken aan de grens met Polen en Tsjechoslowakije overgedragen aan de West-Duitse Bundesgrenzschutz (BGS).